# Klasztor karmelitów bosych Stella Maris
Klasztor karmelitów bosych Stella Maris – klasztor karmelitów na górze Karmel koło w Hajfy w Izraelu, zbudowany w I. poł. XIX w., poświęcony jest Najświętszej Marii Pannie Gwieździe Morza (łac. Stella Maris). Popularne miejsce pielgrzymek czcicieli Matki Bożej Szkaplerznej i wizyt turystycznych. Tytuł Przeora Klasztoru Stella Maris przysługuje przełożonemu generalnemu Karmelitów Bosych. Na górze Karmel powstała pierwsza wspólnota Zakonu Karmelitów. 
Kościół poświęcony jest także Świętej Rodzinie i prorokowi Eliaszowi. Figura proroka znajdująca się w krypcie upamiętnia jego częsty pobyt w tym miejscu. Znajdująca się w pobliżu opactwa latarnia morska przywołuje obraz Najświętszej Marii Panny i jej wstawienniczej roli w Kościele Katolickim, jako „światła przewodniego”.

## Historia

### Powstanie zakonu
Pierwsze wzmianki historyczne o życiu pustelniczym w grotach doliny Góry Karmel, zawdzięczającej swą sławę głównie prorokowi Eliaszowi, pochodzą z okresu średniowiecza. Na przełomie XII i XIII w. organizowane były wyprawy krzyżowe mające na celu odzyskanie miejsc świętych, które od początku VII w. pozostawały pod panowaniem muzułmanów. Po zdobyciu Jerozolimy do Palestyny zaczęło napływać wielu przybyszów z Europy; niektórzy z nich (rycerze, pielgrzymi, pokutnicy) słysząc o świętości Góry Karmel, przyłączali się do mieszkających tam pustelników dając początki organizacji zakonu karmelitów. Między rokiem 1206 a 1214 pustelnicy z Karmelu poprosili bł. Alberta, łacińskiego patriarchę Jerozolimy, aby dał im regułę postępowania zgodną z prowadzonym przez nich sposobem życia. Był to początek Reguły Karmelitańskiej, która w 1226 roku została zatwierdzona przez papieża Honoriusza III, a później, gdy Zakon przeniósł się do Europy, adoptowana do nowych warunków przez papieża Innocentego IV w 1247 roku. Na skutek zmian politycznych w Ziemi Świętej i krwawych prześladowań ze strony Saracenów zakonnicy musieli opuścić Górę Karmel. Ci którzy pozostali, zostali w 1291 wymordowani, a ich klasztor na Górze Karmel został spalony. Karmelici powrócili do Palestyny dopiero w XVII wieku.

### Historia klasztoru
W roku 1631 karmelici powrócili na górę Karmel.
Około 1750 roku na górze Karmel mieszkało trzech kapłanów i jeden brat konwertyta. Względny pokój w Palestynie oraz tolerancja władz politycznych sprzyjały planom wybudowania klasztoru. Już od 1730 roku zbierano na ten cel fundusze. Polecenie ówczesnego władcy Galilei, szejka Daher el-Omara, wyburzenia starej Hajfy doprowadziło również do ograbienia klasztoru karmelitów. Zakonnicy uciekli do swoich konwentów w Libanie i Syrii. W klasztorze pozostał jeden z nich, o. Prosper, a inny, o. Piotr Damian udał się po wsparcie do Rzymu. W międzyczasie klasztor próbowali przejąć wyznawcy prawosławia. W Rzymie postarano się o poparcie władców katolickich, którzy mieli swoich ambasadorów w Stambule, a na Karmel wysłano jako wikariusza o. Filipa od św. Jana. Przybył on tam 22 października 1762 roku i objął w posiadanie ruiny, nie napotykając na sprzeciw ze strony Turków. Uporządkował częściowo klasztor i poprosił przełożonych o przysłanie fachowca, aby rozpocząć budowę klasztoru. Udał się następnie do Stambułu, aby uzyskać od sułtana pozwolenie na budowę klasztoru. Pozwolenie uzyskał dzięki poparciu ambasadora Francji. 26 maja 1767 roku powrócił na górę Karmel. W związku z tym Daher el-Omar polecił karmelitom zburzyć dotychczasowy klasztor o. Prospera i podjąć budowę nowego. 15 listopada 1767 roku położono kamień węgielny pod jego budowę. Niedługo potem prace przerwano, ponieważ Daher el-Omar zabrał najlepszych pracowników do budowy swojego zamku w pobliżu Hajfy. Karmelici zostali zmuszeni do opuszczenia klasztoru. Zaproponowano im osiedlenie się w Hajfie, niedaleko istniejącego tam kościoła, co dało początek parafii łacińskiej, pierwszej formalnie erygowanej od czasu wypraw krzyżowych.
Na wiosnę 1768 roku ruszyły prace budowlane. 16 lipca tego samego roku, w uroczystość Najświętszej Maryi Panny z Góry Karmel rozpoczęto budowę kościoła, który znajdował się pośrodku założenia klasztornego, budowanego na niemal kwadratowym planie. Prace z powodu trudności finansowych, politycznych i organizacyjnych przeciągały się.
Wybuch rewolucji francuskiej pod koniec XVIII w. sprawił, iż ze strony Francji zmniejszyło się dyplomatyczne i finansowe wsparcie dla Góry Karmel. W 1799 roku, w ramach wyprawy Napoleona do Egiptu, oddziały napoleońskie zajęły Hajfę i otoczyły Akkę. Budynki klasztorne zostały zajęte na szpital wojskowy. Po odejściu Francuzów na klasztor napadli Turcy i wymordowali pozostawionych tam chorych, niszcząc przy tym budynek. Zakonnicy schronili się do swojej rezydencji w Hajfie, skąd powrócili do Europy. Gdy sytuacja w Palestynie uległa pewnej stabilizacji, na górę Karmel został wysłany o. Juliusz od Zbawiciela. Przybył on tam w połowie 1803 roku. Chcąc przejąć w posiadanie klasztor, musiał walczyć ze sprzeciwem rządu tureckiego. Niesprzyjająca była też sytuacja zakonów w państwach europejskich. W 1816 roku na górę Karmel przybył brat Jan Chrzciciel od Najświętszego Sakramentu, budowniczy z zawodu. Wznowił on prace porządkowe, a w 1820 roku udał się do Stambułu, aby uzyskać zgodę sułtana na odbudowę klasztoru. Zgody jednak nie uzyskał z powodu trwającej wówczas wojny grecko-tureckiej. W międzyczasie Abdallah, pasza Akki, postanowił zburzyć klasztor pod pretekstem, że mógłby on posłużyć Grekom, którzy podjęli walkę wyzwoleńczą przeciw Turkom. Znaczną część klasztoru wysadzono w powietrze, a z uzyskanych w ten sposób kamieni Abdallah wybudował w sąsiedztwie klasztoru pałac.

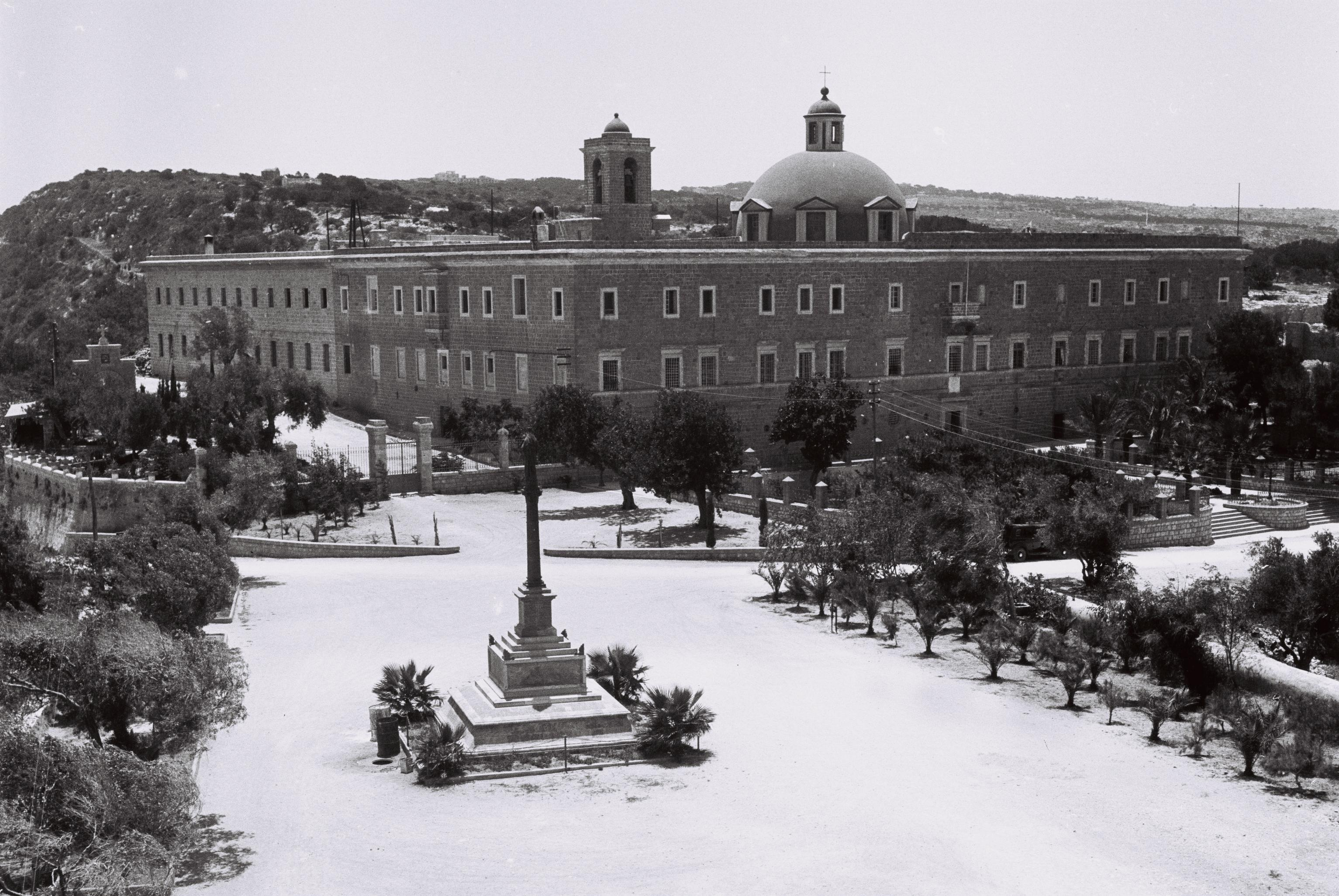
Klasztor i kościół w roku 1934

W 1825 roku, dzięki interwencji króla francuskiego Karola X, sułtan zgodził się na odbudowę klasztoru. Prace zaczęto 5 stycznia 1827 roku. Oczyszczono z gruzów fundamenty poprzedniego budynku i przygotowano materiały budowlane. Zgodnie z życzeniem króla francuskiego nowy obiekt miał być jednocześnie sanktuarium, klasztorem, hospicjum dla pielgrzymów i podróżnych, szpitalem i fortecą. 1 czerwca 1827 roku położono kamień węgielny. Starano się zapewnić ciągłość prac budowlanych, aby uniknąć starania się o kolejne pozwolenia. Koszty budowy pokryto z datków zebranych w krajach europejskich, głównie we Francji. 12 czerwca 1836 roku poświęcono nieukończony jeszcze kościół. Równocześnie w klasztorze rozpoczęto życie wspólnotowe. 26 listopada 1839 roku papież Grzegorz XVI nadał kościołowi tytuł bazyliki mniejszej. W 1840 roku Turcja odzyskała Palestynę. Zgromadzenie karmelitańskie liczyło wówczas ponad 20 zakonników, prowadzących także działalność charytatywną wśród miejscowej ludności. W 1841 roku zakonnicy rozpoczęli starania o nabycie pałacu Abdallaha, stojącego nieopodal klasztoru. Pomimo konfliktu z wyznawcami prawosławia, wspieranymi przez Rosję, uzyskali w 1846 prawo do pałacu. W 1856 roku udało im się kupić szczyt góry Karmel, na którym zbudowali kaplicę z niewielkim klasztorem, zwanym Sacrificium. W czerwcu 1851 roku górę Karmel odwiedził przełożony generalny zakonu karmelitów o. Józef Maria od Najświętszego Serca.
W 1864 roku karmelici nieopodal swojego klasztoru zbudowali latarnię morską Har Carmel i wówczas nadali klasztorowi nazwę Stella Maris – Gwiazda Morza. Około 1955 roku nazwa ta została rozszerzona na całą posiadłość zakonu. Również prowadząca do klasztoru ulica nosi nazwę Stella Maris. Słynna latarnia morska jest obecnie zajęta przez armię izraelską.

## Kościół Stella Maris

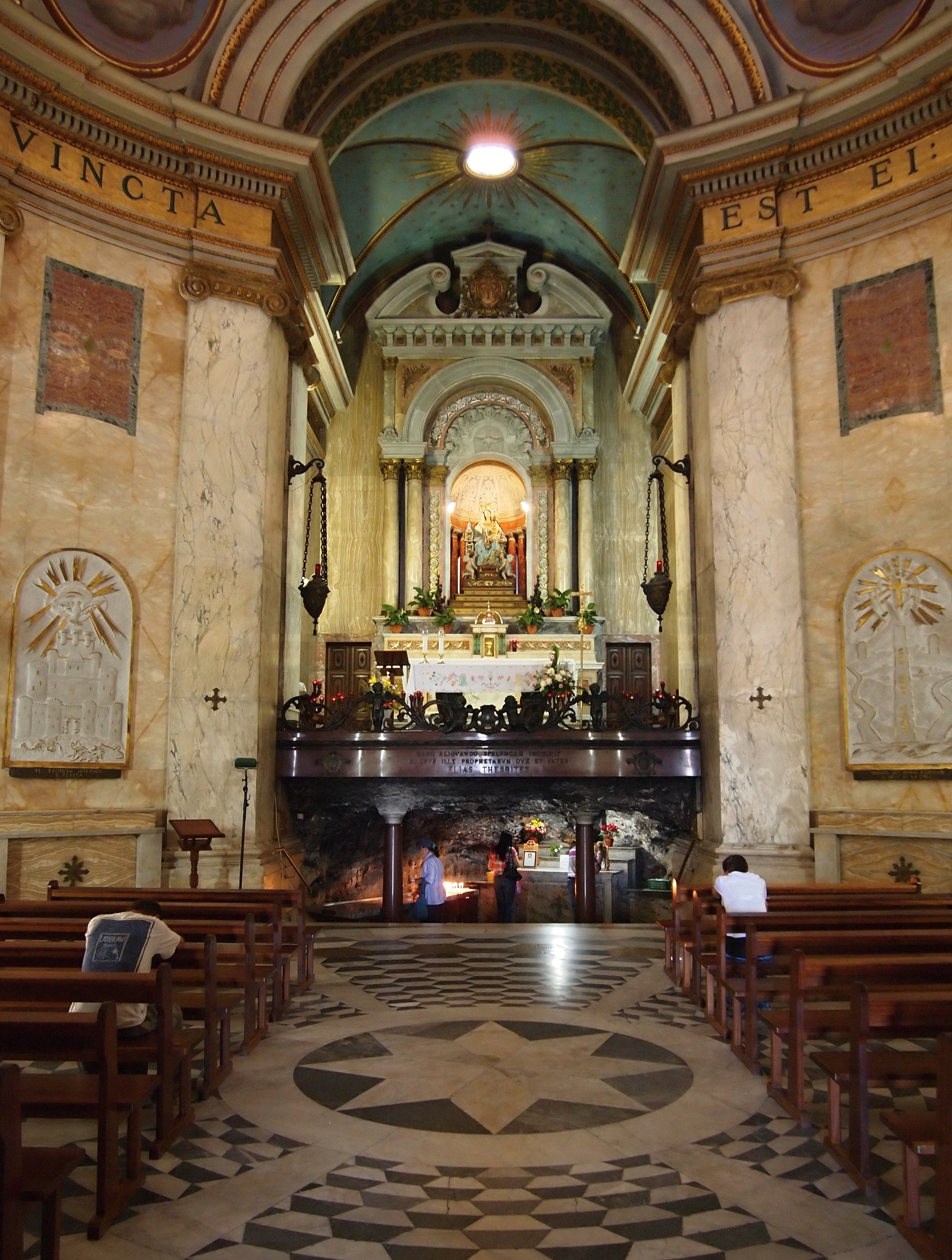
Wnętrze bazyliki Stella Maris

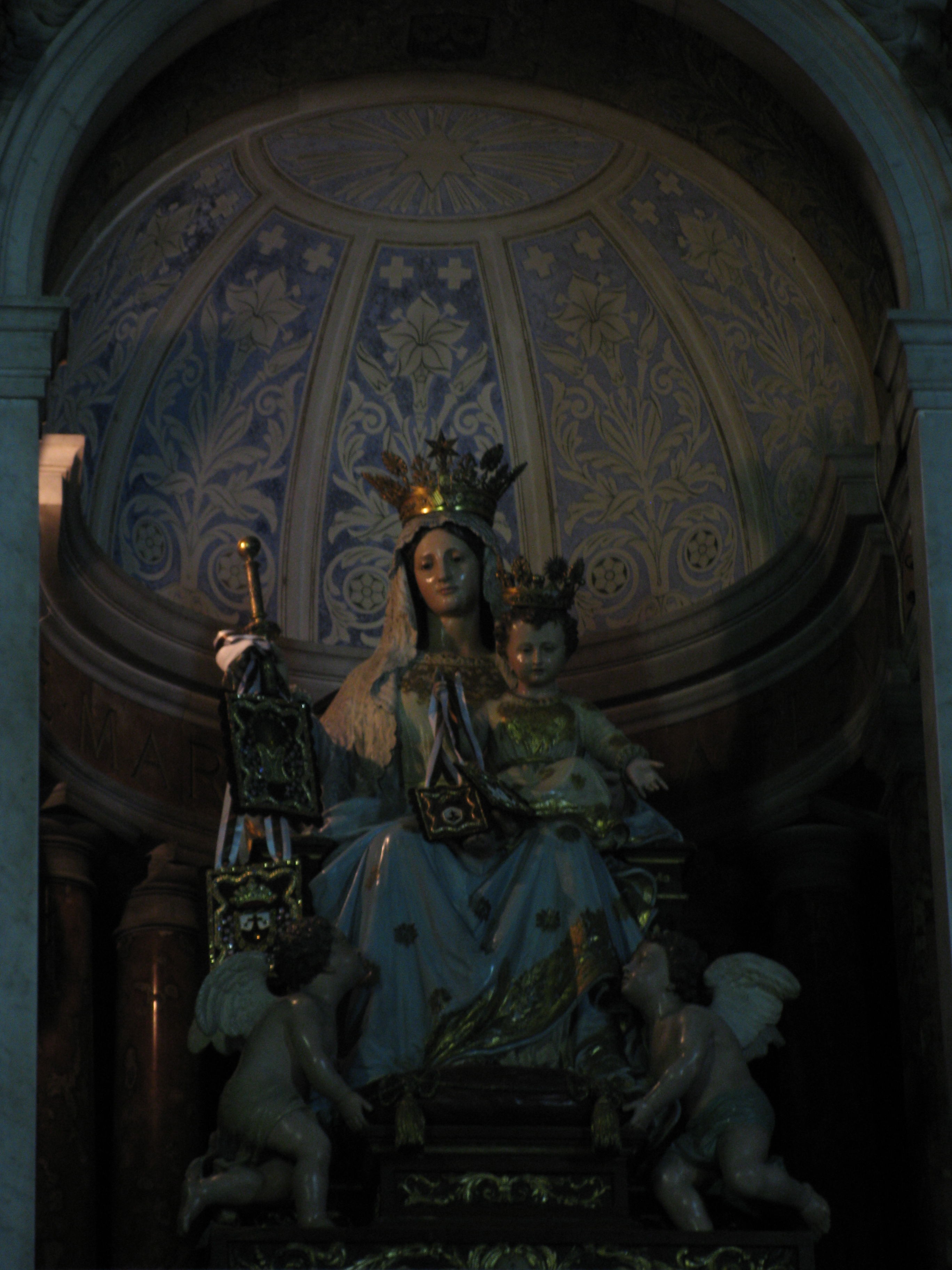
Figura Najświętszej Marii Panny Gwiazdy Morza

Klasztor położony jest o 4 km od miejsca kolebki zakonu Wadi 'Ayin es Siah, w którym pod koniec XII w. osiedli się pierwsi karmelici.
Kościół Stella Maris jest zbudowany na planie krzyża. Ponad ołtarzem znajduje się figura Matki Bożej trzymającej Dzieciątko Jezus. Figura ta została wyrzeźbiona z libańskiego cedru. Dekoracje na sklepieniu kościoła namalował w latach 1924–1928 brat zakonny Luigi Poggi. Malowidła, oparte na motywach ze Starego i Nowego Testamentu, przedstawiają proroka Eliasza wznoszącego się do nieba, króla Dawida grającego na harfie, proroka Izajasza, Świętą Rodzinę i czterech ewangelistów. Pod kościołem znajduje się kamienna grota proroka Eliasza z ołtarzem zwieńczonym jego figurą. Na zachodniej ścianie kościoła znajdują się duże organy, wykorzystywane podczas nabożeństw oraz koncertów muzyki sakralnej.
W przykościelnym ogrodzie zbudowano pomnik poświęcony żołnierzom francuskim zabitym przez oddziały Dżazzara Paszy, osmańskiego paszy Akki i Galilei, po wycofaniu się Napoleona z Akki w roku 1799.
Naprzeciwko klasztoru znajduje się druga, większa grota proroka Eliasza, w której według tradycji medytował on przed swym zwycięstwem nad prorokami Baala (1 Krl 18, 1-40), i w której założył szkołę proroków. Grota jest miejscem czczonym przez Żydów, chrześcijan i muzułmanów. Niektórzy chrześcijanie wierzą, iż w grocie tej odpoczywała Święta Rodzina w drodze powrotnej z Egiptu i z tego powodu nazywają ją Grotą Madonny.
Wspólnota karmelitańska, obsługująca pielgrzymów przybywających do Stella Maris, jest, podobnie jak ich poprzednicy, wielonarodowościowa i posługuje się wieloma językami. Centrum pielgrzymkowe, prowadzone przez siostry karmelitanki św. Teresy z Florencji, oferuje zakwaterowanie dla tych, którzy pragną pozostać kilka dni na terenie klasztoru.